# Creu de terme de Montornès de Segarra
La Creu de terme de Montornès de Segarra és una obra de Montornès de Segarra (Segarra) inclosa a l'Inventari del Patrimoni Arquitectònic de Catalunya.

## Descripció
És una creu de factura senzilla sense cap pretensió escultòrica aparent, i que s'estructura a partir de sòcol, fust o pilar i la creu. El sòcol de la creu s'assenta damunt del terra, sense cap graonada, és monolític i molt erosionat, de secció octogonal. El fust és el clàssic vuitavat, aparentment monolític. La creu és de ciment i no correspon a la primitiva que probablement deuria ser de pedra i ben esculpida. Així doncs, hi ha un clar aprofitament d'estructures anteriors, tant pel que fa al sòcol com el fust o pilar; i la creu s'incorpora amb posterioritat gràcies a la Santa Missió entre el període comprès 1940 i 1950. La creu ha estat restaurada l'any 2003 tal com ens indica el treball incís que apareix en una cara de sòcol d'aquesta.

## Història
Moltes creus van ser aixecades entre els segles XVI - XVII, i s'emmarcarien en el context de l'època medieval dins la pràctica habitual de bastir monuments cruciformes que remunta als primers anys del cristianisme. Era utilitzada per presidir la vida dels cristians i es podia trobar a les entrades de les seves poblacions com a senyal de protecció. Moltes creus van ser enderrocades per la Guerra Civil. En el seu lloc, se'n van aixecar de noves, en el mateix indret amb motiu de la Santa Missió, aprofitant la seva part inferior o el fust de les primitives entre el període comprés entre el 1940 i 1955. Els pares Claretians del Cor de Maria van ser els encarregats del que entenem com a Santa Missió a l'actual comarca de la Segarra.